# خديجة محمود
خديجة محمود (الاسم بالكامل: خديجة محمود عبد الجليل) ممثلة مصرية من مواليد القاهرة في 19 مارس 1942 حصلت على الشهادة الإعدادية وعملت في مؤسسة شئون المسرح، وبدأت مسيرتها الفنية من خلال المشاركة في العديد من المسرحيات في الفترة من اوائل الستينات حتى 2001، كما شاركت في العديد من الأفلام والأعمال التلفزيونية والاذاعية وكانت حصيلة أعمالها 148 عملاً.

## مسلسلات افلام مسرحيات
مسلسل «البراري والحامول» للمخرج حسين عمارة عام 1995
مسلسل عذارء البادية عام 1978
فيلم «أنا وأنت وساعات السفر» للمخرج محمد نبيه عام 1988
مسرحية «عش المجانين» للمخرج عادل صادق عام 1979
فيلم «الباب المفتوح» للمخرج هنري بركات عام 1963

## وصلات خارجية
- خديجة محمود على موقع الدهليز
- خديجة محمود على موقع قاعدة بيانات الأفلام العربية
- خديجة محمود على موقع الدهليز
- خديجة محمود نسخة محفوظة 5 أكتوبر 2021 على موقع واي باك مشين. على موقع كاروهات